# Hoppstad
Hoppstad is een plaats in de Noorse gemeente Skien, provincie Telemark. Hoppstad telt 444 inwoners (2007) en heeft een oppervlakte van 0,27 km².